# Ondrašová
Ondrašová (allemand : Andreasdorf, hongrois : Turócandrásfalva) est un village de Slovaquie situé dans la région de Žilina.

## Histoire
La première mention écrite du village date de 1252.

## Démographie

### Évolution de la population
| Année:               | 1994. | 2004.    | 2014.    | 2024.    |
| -------------------- | ----- | -------- | -------- | -------- |
| Nombre de personnes: | 61    | 53       | 79       | 90       |
| Différence:          |       | -13,11 % | +49,05 % | +13,92 % |

| Année:               | 2023. | 2024.   |
| -------------------- | ----- | ------- |
| Nombre de personnes: | 91    | 90      |
| Différence:          |       | -1,09 % |